# Охотниче (Пологівський район)
Охо́тниче — село в Україні, у Малинівській сільській громаді Пологівського району Запорізької області. Населення становить четверо осіб. До 2018 орган місцевого самоврядування - Полтавська сільська рада.

## Географія
Село Охотниче знаходиться на правому березі річки Янчур, вище за течією на відстані 2,5 км та на протилежному березі розташоване село Полтавка.

## Історія
12 червня 2020 року, відповідно до Розпорядження Кабінету Міністрів України від № 713-р «Про визначення адміністративних центрів та затвердження територій територіальних громад Запорізької області», увійшло до складу Малинівської сільської громади.
19 липня 2020 року, в результаті адміністративно-територіальної реформи та ліквідації Гуляйпільського району, село увійшло до складу Пологівського району.
22 червня 2023 року рішенням Національної комісії зі стандартів державної мови віднесено до списку населених пунктів, які «можуть не відповідати лексичним нормам української мови», зокрема стосуватися «російської імперської чи колоніальної політики». Громаді рекомендовано запропонувати нову назву в установленому законодавством порядку.

## Населення
Згідно з переписом УРСР 1989 року чисельність наявного населення села становила 36 осіб, з яких 14 чоловіків та 22 жінки.
За переписом населення України 2001 року в селі мешкало 20 осіб. 100 % населення вказало своєю рідною мовою українську мову.